# František z Pauly
Svatý František z Pauly (27. března 1416 Paola – 2. dubna 1507 Plessis-lès-Tours) byl poustevníkem a později zakladatelem řeholního řádu minimů (nejmenších bratří františkánů) neboli paulánů. Narodil se v Kalábrii (jižní Itálie) v městečku Paula (dnešní Paola). Jeho rodiče se jmenovali Giacomo Martolilla a Vienna da Fuscaldo.

## Život
Jako dítě byl vážně nemocný a rodiče ho po uzdravení poslali z vděčnosti do františkánského kláštera San Marco Argentano, aby splnili slib daný při jeho narození sv. Františku z Assisi. František však po roce odešel a vrátil se domů.
Ideál zasvěceného života však neopustil; okolo roku 1435 se stáhl do ústraní a začal žít jako poustevník na pozemcích svých rodičů. Později se k němu začali shromažďovat další muži, kteří s ním chtěli sdílet jeho způsob života, až vznikla poustevnická komunita. V kalabrijských horách založil s několika druhy řád "nejmenších bratří". Kromě 3 obvyklých slibů (chudoby, čistoty a poslušnosti) skládali ještě 4. - ustavičný půst. Práce, mlčení, noční bdění a půst charakterizovaly jejich činnost. Rozuměl přírodě, vyznal se v bylinách, připravoval z nich léky.
Později si postavili i klášter a kostel. František, i když stál v čele komunity, se nikdy nezřekl svých poustevnických ideálů, často trávil celé dny o samotě a podobný způsob života předepsal i svým spolubratřím. Snažil se o kající život a o obrácení k Bohu. Působil často jako usmiřitel, kazatel pokání a obrácení, a to jak mezi prostým lidem, tak na královských dvorech (v Neapoli či ve Francii).
František se proslavil především svými zázraky, schopností předvídat budoucnost či vzdálené události. Jeho řád byl schválen nejprve v rámci diecéze (Cosenza), později papežem Sixtem IV. Schváleny byly postupně i jím napsané 4 řehole. Františkův řád, původně s názvem „Paulánská poustevnická kongregace sv. Františka z Assisi“, se zatím rozšířil po celé jižní Itálii.
V roce 1483 František ve věku 67 let opustil Itálii, aby na příkaz papeže odešel do Francie, neboť francouzský král Ludvík XI. si jej vyžádal, aby jej František, proslavený svými zázraky, uzdravil, což se mu nepovedlo, zato uspěl v převýchově mladého krále Karla VIII. ke křesťanským ctnostem. František žil až do konce života na francouzském královském dvoře, stále však jako poustevník. Francie byla proto druhým místem, odkud se jeho řád začal šířit. František také založil kromě paulánů i klauzurní řád paulánek a tzv. třetí řád (pro laiky, kteří chtěli žít podobně jako on).
František zemřel v Plessis-lès-Tours 2. dubna 1507, na Velký pátek, a zde byl také pohřben. Krátce po své smrti byl blahořečen (7. července 1513) a kanonizován (1. května 1519). Záznamy z jeho kanonizačního procesu, snad prvního v dějinách církve vůbec, se dochovaly.

## Úcta
Svatý František z Pauly je velmi uctíván a vážen v jižní Itálii, zvláště jako patron námořníků. Oficiálně byl za něj prohlášen papežem Piem XII. 27. března 1943.

## Atributy
Ikonograficky bývá znázorňován většinou jako starší mnich s kapucí na hlavě a holí v ruce. Jeho heslem, které jej (nejen na obrazech) charakterizuje, je „Charitas“, „láska“.